# Такараву
Такараву (канн. ತಕಾರವು) — та, буква алфавита каннада из четвёртой варги, обозначает глухой альвеолярный взрывной согласный.
Кагунита: ತಾ, ತಿ, ತೀ, ತು, ತೂ, ತೃ, ತೆ, ತೇ, ತೈ, ತೊ, ತೋ, ತೌ.
Утвержден в качестве части Юникода в версии 1.1, в 1993 году. Плоскость основная многоязычная. Конструкция по HTML &#x0CA4. Код в Юникоде — U+0CA4.
- Таотту (подстрочная «та»)